# Trådvandaks
Trådvandaks eller Tråd-vandaks (Stuckenia filiformis) er en art af blomstrende plante tilhørende familien Vandaks-familien. Trådvandaks vokser på lavt vand (op til 70 cm) i svagt sure til alkaliske, næringsfattige til moderat næringsrige, men rene søer og vandfyldte råstofgrave.
Dens oprindelige udbredelsesområde er tempereret Nordlige halvkugle, Hispaniola, Ecuador til Sydamerika.
Den er i tilbagegang i Danmark, men findes på omkring 100 lokaliteter. den er regnet som en truet art på Den danske rødliste
Synonym:
- Potamogeton filiformis Pers.